# سیاه‌کاج اروپایی
سیاه‌کاج اروپایی (نام علمی: Larix decidua) نام یک گونه از سرده سیاه‌کاج، بومی اروپای مرکزی، رشته کوه‍های آلپ و کارپات است.

## نگارخانه

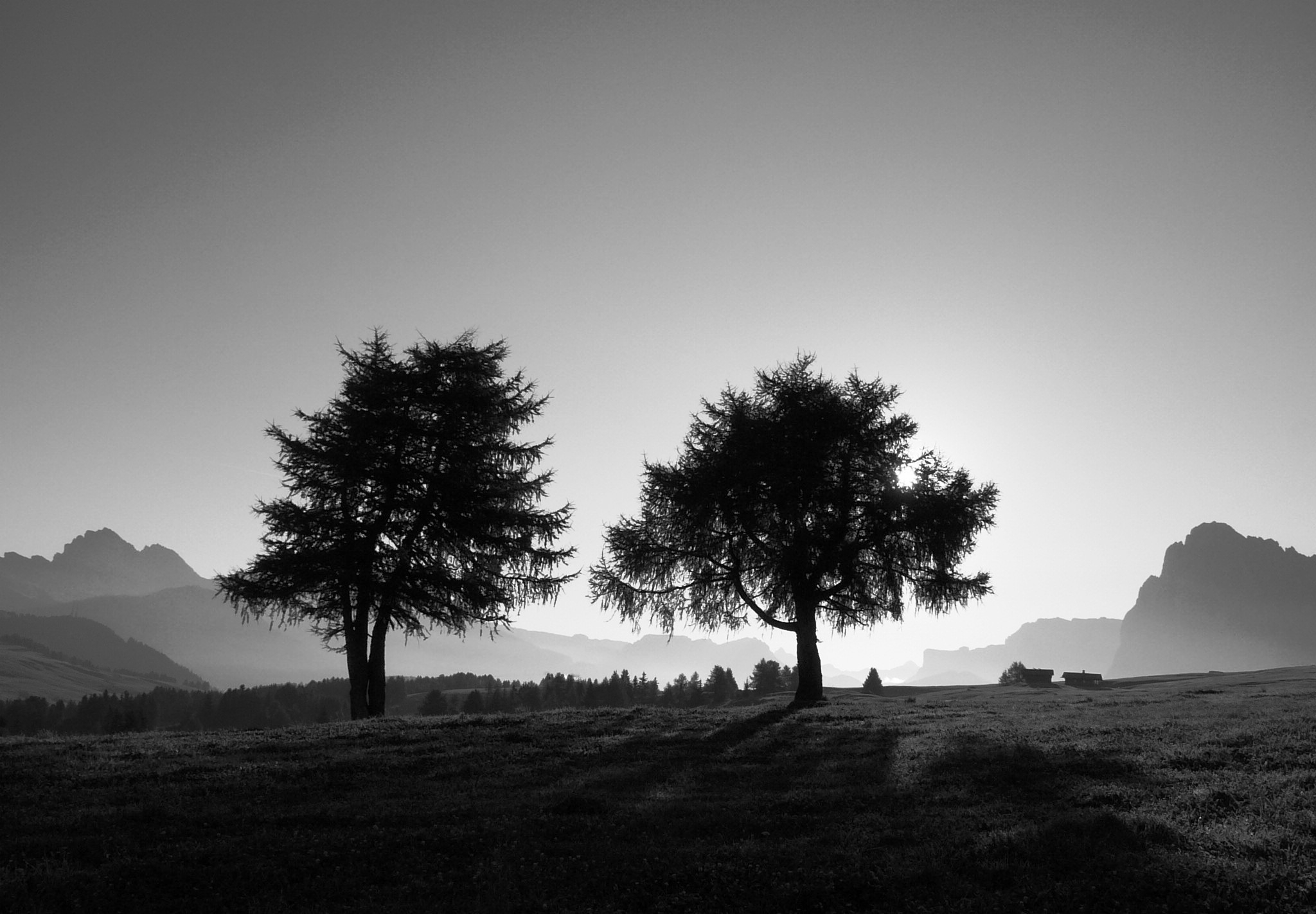
تصویری از چند سیاه‌کاج اروپایی در هنگام غروب در سیزر آلم، التو آدیجه، ایتالیا؛ در نزدیک محدوده ساسولنگو